# Горан Врачар
Горан Врачар (Сарајево, 27. октобар 1964) српски је књижевник из Источног Сарајева, који је за своју поезију вишеструко награђиван. Суоснивач удружења грађана „Фронт“. Члан је Удружења књижевника Српске, и предсједник подружнице сарајевско-романијско-дринске.

## Биографија
Рођен је 1964. у Сарајеву гдје је и започео каријеру књижевника. Завршио је гимназију „Браћа Рибар” у Сарајеву 1983. године. Водио је емисују о рок музици на радио станици Источно Сарајево под именом „Лет изнад Лукавичијег гнијезда” у оквиру које је разговарао са многим рок музичарима са простора бивше Југославије. Серијал је имао преко 60 емисија, а прекинут је када је радио Источно Сарајево прогласио стечај. Објављивао је текстове и на страницама bloger.ba и sarajevo-rs.com. Један је од оснивача удружења за културу „Фронт” са сједиштем у Источном Сарајеву.
Пјесму из збирке „Лет изнад Лукавичијег гнијезда”, „Ако срце нађеш” компоновао и изводи Зоран Пауновић (група Југословени).  Његову пјесму Светла Сарајева, изводи Забрањено Пушење на албуму "Шок и невјерица" за коју је снимљен и истоимени спот.
За своју поезију је вишеструко награђиван. Добитник је Друге награде Видовданских пјесничких свечаности Соколац за циклус пјесама „Светла Сарајева” 1996. године и Прве награде Видовданских пјесничких свечаности Соколац за необјављену збирку пјесама „С оне стране Дрине” 1997. године, те награде за најбољу пјесму Задужбине Јован Дучић Требиње 2000. године за пјесму „Исповест лудака”. Године 2003. добитник је награде Министарства културе Републике Српске за необјављену збирку поезије под именом „Лет изнад Лукавичијег гнијезда”. Заљубљеник у лик и дјело Јосипа Броза Тита и искрени поштовалац СФРЈ.
До сада је издао неколико збирки пјесама:
- Светла Сарајева (Срна, 1997)
- С оне стране Дрине (Синдикат радника унутрашњих послова Републике Српске, 1999)
- Лет изнад Лукавичијег гнијезда (Књижевни фонд Свети Сава, 2004)
- Кад ти јаве да сам умро (Завод за уџбенике и наставна средства Републике Српске, 2013)
- Кад смо се вољели нас двоје (Завод за уџбенике и наставна средства Републике Српске, 2014)

Горан Врачар спада у мали број књижевника који су стварали у вријеме Одбрамбено-отаџбинског рата. Ратна поезија Републике Српске у потпуности је прећутана и заборављена. У пјесмама Горана Врача, посебно мјесто заузима Сарајево.
Живи у Источном Сарајеву, ожењен је и има два сина. Врачар сматра да је поезија у Републици Српској у лошем положају као књижевно дјело јер је веома мали број људи који је читају.
| „              | Поезија је материја која се потврђује временом па је зато часније рећи да неко као ја пише пјесме, а тек ће вријеме које је пред нама показати да ли се заиста радило о пјеснику. | ” |
| — Горан Врачар | |   |

## Пјесме
Неке од пјесама, из библиографије Горана Врачара.
- Ако срце нађеш,
- Грешка,
- Грудобоља,
- Лоши ђаци,
- Невиност,
- Отаџбини,
- Писмо Србији,
- Поклон,
- После растанка,
- Сами,
- Светла Сарајева,
- Заклетва.